# 前田勲男
前田 勲男（まえだ いさお、1943年2月4日 - 2016年8月22日）は、日本の政治家。位階は正三位。
自由民主党所属の参議院議員を4期務め、法務大臣を務めた。

## 来歴・人物
1965年、慶應義塾大学法学部政治学科を卒業。
1978年、自由民主党所属の参議院議員である父・前田佳都男が死去。これにより同年行われた和歌山県選挙区補欠選挙に後継として立候補し、初当選した。父と同じく自民党に所属し、以後当選4回。
通産政務次官などを経て村山内閣で法務大臣（1994年6月30日 - 1995年8月8日）に就任し、初入閣。法相在任中に地下鉄サリン事件が発生し、オウム真理教事件の捜査や起訴が進む中で盗聴、おとり捜査や司法取引を前向きに検討する考えを示す。約13ヶ月の在任中、5人の死刑囚の死刑執行を命令した。
1998年の第18回参議院議員通常選挙で、自由党から立候補した鶴保庸介に敗れ、そのまま政界を引退した。その後、鶴保は保守党、保守新党を経て自民党に入党し、前田の事実上の後継者となった。
2016年8月22日、脳梗塞のため死去。73歳没。
その後、政府より、正三位に叙された。

## 家族
父である前田佳都男は、郵政官僚であり、のちに政治家に転じ参議院議員となった。

## 略歴
- 1943年2月 - 誕生。
- 1965年3月 - 慶應義塾大学法学部卒業。
- 1978年2月 - 第10回参議院議員通常選挙に係る補欠選挙にて初当選。
- 1980年6月 - 第12回参議院議員通常選挙にて再選。
- 1982年11月 - 通商産業政務次官に就任。
- 1986年7月 - 第14回参議院議員通常選挙にて3選。
- 1986年 - 参議院商工委員長に就任。
- 1992年7月 - 第16回参議院議員通常選挙にて4選。
- 1993年 - 参議院議院運営委員長に就任。
- 1993年 - 参議院建設委員長に就任。
- 1994年6月 - 法務大臣に就任。
- 1998年6月 - 第18回参議院議員通常選挙にて落選。
- 2013年4月 - 旭日大綬章を受章[5]。
- 2016年8月、死去。叙・正三位。

## 死刑執行命令数
- 405日の法務大臣在任中、合計５名の死刑囚の死刑執行を命令した。